# Chaitophorus mureensis
Chaitophorus mureensis är en insektsart. Chaitophorus mureensis ingår i släktet Chaitophorus och familjen långrörsbladlöss. Inga underarter finns listade i Catalogue of Life.